# Норрландская опера
Норрландская опера (Norrlandsoperan, NOP) — шведская оперная труппа из города Умео, в Норрланде, Швеция. Право собственности на NOP делится между муниципалитетом Умео (40 %) и Советом лена Вестерботтен (60 %).
NOP была создана в 1974 году в качестве регионального оперного ансамбля. Первым художественным руководителем NOP был Арнольд Эстман — с 1974 по 1979 год. Ныне NOP имеет свой собственный симфонический оркестр и средства для оперы, танца, музыки и искусства, а также семинаров и студий. Её руководителями были: Рой Гудман (1995—2001); Кристьян Ярви (2000—2004); Андреа Куинн (2005—2009); Румон Гамба (с 2009 года).

## История
Норрландская опера была основана в 1974 году в результате шведской культурной реформы того же года. Группа Sångens makt составила ядро вновь созданного оперного ансамбля. Ансамбль сначала должен был использовать для репетиций временные помещения, но вскоре получил постоянное здание в Умео Фолкец Гус (расположено в здании на пересечении Järnvägsallén и Östra Kyrkogatan). Первым директором Норрландской оперы был Арнольд Эстман, который также был художественным руководителем оперы в 1974—1979 годах.
В 1984 году Норрландская опера переехала в здание старой пожарной станции в Умео, которая была построена в 1937 году в стиле функционализма компанией Wejke & Ödeen. Пожарное депо пережило большую реконструкцию и расширение под руководством Олле Кванстрёма.
В 2002 году были построены театр и концертный зал, который был объединён со старым оперным театром. В новом здании находятся зала на 480 мест, большая сцена с боковыми участками и оркестровой ямой и концертный зал на 500 мест.
Каждый год в мае с 2006 года Норрландская опера проводит ежегодный фестиваль MADE в своих помещениях и на открытом воздухе на Operaplan.
Художественным руководителем NOP был Магнус Аспегрен. Прошлыми музыкальными директорами были Рой Гудман (1995—2001), Кристиан Ярви (2000—2004) и Андреа Куинн (2005—2009). Нынешний управляющий директор и художественный руководитель NOP — Кьелль Энглунд, в должности с августа 2009 года. По состоянию на сезон 2009—2010 годов музыкальным руководителем NOP является Румон Гамба с первоначальным контрактом на 3 года .
Наиболее известные совместные постановки:
- «Демоны оперы» (2005, с местными хард-рок-группами)
- «Порги и Бесс» (2006, с Кейптаунской оперой)
- «Блог Опера» (2007, совместно с местными школьниками разных возрастных категорий).

NOP также помогает другим художественным организациям, таким как театральный фестиваль MADE и Фестиваль джаза Умео.
Во время открытия недели фестиваля Культурной столицы Европы в Умео в январе 2014 года Гамба дирижировал оркестром Норрландской оперы в концертном зале, где был исполнен полный цикл симфоний Бетховена, где каждой из девяти симфоний предшествовала премьера нового произведения современного композитора. Концерты транслировались на шведском радио.

## Структура
В здании Норрландской оперы имеется четыре зала со следующим количеством мест:
- Teatern (Театр): 470 мест
- Konsertsalen (Концертный зал): 569 мест
- «Чёрный ящик»: до 260 мест
- B-salen (Зал Б): 64 места (в первую очередь для детских шоу).

В здании также находится Vita kuben («Белый куб») — выставочное пространство для современного искусства. В 1984 году NOP переехала в здание бывшего пожарного депо в Умео, которое было построено в 1937 году. После капитального ремонта новая площадка была открыта в 2002 году, с новым построенным театром и концертным залом в сочетании со старым оперным театром. Актовый зал был построен прямо на месте.
Во время концерта группы Mando Diao 27 января 2007 часть пола в здании обрушилась, ввиду чего около 50 человек пролетели около 2,5 метров в подвал. 29 человек были доставлены в больницу для лечения от травм той или иной степени. В 2009 году бывший директор оперы был осуждён в окружном суде (Tingsrätt) за грубую халатность, но оправдан в следующем году Апелляционным судом (Hovrätt). Технический директор оперы, которому также предъявили обвинение, был оправдан в суде.